# 13658 Sylvester
13658 Sylvester eller 1997 FB är en asteroid i huvudbältet som upptäcktes den 18 mars 1997 av den italiensk-amerikanske astronomen Paul G. Comba vid Prescott-observatoriet. Den är uppkallad efter James Joseph Sylvester.
Asteroiden har en diameter på ungefär 2 kilometer.